# Pragyan (rover)
Pragyan (em sânscrito:  प्रज्ञान; lit: Sabedoria Pronúnciaⓘ.) foi o rover de Chandrayaan-2, uma missão lunar desenvolvida pela Organização de Pesquisa Espacial Indiana (ISRO). O primeiro pouso da Índia na Lua em 6/9/19 terminou em fracasso quando o Vikram aparentemente colidiu com a superfície lunar durante sua descida motorizada ao solo.
Uma operação de pouso e rover lunar faria com que a Índia fosse o quarto país a fazê-lo depois da antiga URSS, EUA e China. O veículo espacial seria a missão de aterrissagem mais ao sul de todos os tempos e pousará no lado mais próximo da Lua.  Suspeita-se que o lander tenha perdido o controle devido ao mau funcionamento de um dos cinco propulsores que poderiam ter desestabilizado o veículo. Depois de perder o contato com Vikram, a possibilidade de estabelecer contato com Pragyan teve um prazo final de 21 de setembro de 2019, porque depois a região entrou em uma noite lunar.

## Missão

### Alunissagem
Inicialmente dois locais de pouso foram selecionados, cada um com uma elipse de pouso de 32 km x 11 km. O local principal de pouso (PLS54) fica a 70.90267 S 22.78110 E (~ 350 km ao norte da borda da Bacia do Pólo Sul-Aitken) e o local de pouso alternativo (ALS01) está em 67.874064 S 18.46947 O. O local principal fica em uma planície alta entre duas crateras. Em setembro, foi decidido que o ponto de aterrissagem é um planalto que se eleva entre duas crateras apelidadas de Manzinus C e Simpelius N. Em uma grade da superfície da lua, ela cairia a 70,9 graus de latitude sul e 22,7 graus de longitude leste. Fica a cerca de 600 quilômetros do pólo sul. No entanto, a Organização Indiana de Pesquisa Espacial (ISRO), que supervisiona a missão, não descartou o local de backup selecionado (ALS01).